# مديرية ضوران آنس

تعديل مصدري - تعديل

مديرية ضوران آنس هي إحدى مديريات محافظة ذمار في اليمن. بلغ عدد سكانها 121553 نسمة عام 2004. ومديرية ضوران هي إحدى مديريات آنس، وتشتهر بوديانها وجبالها.